# Karel Willem Sparre

Portret door Jan de Baen (1689)

Karl Vilhelm Eriksson Sparre, vernederlandst tot Karel Willem van Sparre (19 juli 1661 - 27 oktober 1709), was een Zweedse baron en militair in Staatse dienst.

## Leven
Hij was de zoon van Erik Karlsson Sparre en Elisabet Banér. Vanaf 1688 was hij luitenant-kolonel in het Duitse regiment dat onder kolonel Putbus in Zweedse dienst was. Vervolgens nam hij in 1691 dienst bij de Verenigde Provinciën als kolonel van een regiment Zweedse voetknechten. Na het uitbreken van de Spaanse Successieoorlog in 1701 maakte hij snel carrière. Hij zegevierde op 26 juli 1703 in de slag om Stekene, waar hij gewond raakte. In het jaar 1704 beschoot hij de Franse magazijnen in Brugge en liet hij zich 600.000 florijnen betalen om te stoppen. Het volgende jaar – hij was toen luitenant-generaal aan het hoofd van een 14.000 man – doorbrak hij kortstondig de Franse linies bij het Fort Sint-Filips en Vinderhoute. Onder Ouwerkerk nam Sparre deel aan het beleg van Oostende in 1706. Drie jaar later kreeg hij een kogelwond in de bloedige Slag bij Malplaquet, tijdens het commanderen van de linkervleugel. Hij overleed korte tijd later, blijkbaar in Brussel, en kreeg een epitaaf in de Lutherse kerk van Den Haag.

## Voetnoten
1. ↑  W. J. Knoop, Krijgs- en geschiedkundige geschriften, vol. 8, 1867, p. 68